# Eve Frank
Eve Frank eller Eva Frank, född 1754 i Nikopol i Bulgarien som Rebecca eller Rachel, död 1816, var en mystiker och kultledare för sekten frankismen 1791-1816. Hon var den enda kvinnan som utropats till Messias inom den europeiska judenheten. 
Hon var dotter till sektledaren Jakob Frank, som påstod sig vara Messias och blev ledare för sekten frankismen. Hon följde sin far på hans resor, och konverterade 1760 tillsammans med sin familj till katolicismen. År 1770 förklarade hon sig vara en inkarnation av Shekinah, Guds kvinnliga aspekt, och en reinkarnation av jungfru Maria, och blev föremål för en kult i Polen, där anhängare tillbad statyer av henne i sina hem. Hennes far påstod att hon var dotter till Katarina den stora. Vid sin fars död 1791 utropades hon till frankismens ledare med titeln helig härskarinna, och tillsammans med sina bröder Josef och Rochus bedrev hon mission bland Europas judiska församlingar, och levde enligt uppgift lyxliv på sina anhängares pengar. Syskonen ska dock ha saknat faderns ledaregenskaper och kulten minskade under deras tid. Hon ska ha avlidit svårt skuldsatt.